# ロベルト・デ・ヴィッサーニ
ロベルト・デ・ヴィッサーニ（Roberto de Visiani、クロアチア語表記、Robert Visiani、1800年4月9日 - 1878年5月4日）は現在のクロアチアのシベニク生まれのイタリアの植物学者、博物学者である。イタリアの近代植物学のパイオニアの一人である。

## 略歴
現在のクロアチアのシベニクに生まれた。少年のころから植物学に興味を持ち、パドヴァ大学で当時植物学も教えられていた医学を学んだ。1827年にダルマチア地方に戻り、医師となるが植物学への興味から患者の家に行く途中でハーブを採集するのを好んだ。その頃、ボナート教授（Giuseppe Antonio Bonato）によってパドヴァ大学で植物学が独立した教室で教えられるようになった。
ヴィサーニはドイツのレーゲンスブルクの植物学雑誌"Botanische Zeitung"の編集者にいくつかの植物を送り、その後雑誌の編集に協力するようになった。1928年から1930年の間に、自分で発見した50以上の植物の分類と記載を発表した。1836年にボナートが没すると、後継として庭園管理者（"Prefetto dell'Orto"）の職を継いだ。当時パドヴァはオーストリア領だったので、ウィーン大学の教員と競った選考試験に合格し、パドヴァ大学に新設された植物学の教授職に選ばれた。
多くの論文を執筆したが、主著は "Flora Dalmatica sive Enumeratio Stirpium Vascularium quas hactenus in Dalmatia lectas et sibi observatas descripsit digessit rariorumque iconibus illustravit" （通常「ダルマチアの植物」"Flora Dalmatica"と呼ばれる）で1842年から1845年に出版された。2500のダルマチアの植物が記載された。
ヴィッサーニが園長の時代にパドヴァの植物園は拡充され、各国の植物が植栽された。ピエール・アンドレア・サッカルドとともに"Società del Veneto a promuovere la coltura dei fiori"を設立した。文芸の分野でも13世紀の哲学者、Brunetto Latiniなどに関する著書もある。
モクセイ科の属名 Visiania（イボタノキ属　Ligustrumのシノニム）に献名された。

## 著作
- Stirpium dalmaticarum specimen. Padua 1826.
- Plantae quaedam Aegypti ac Nubiae enumeratae. Padua 1836.
- Flora Dalmatica : sive enumeratio stirpium vascularium, quas hactenus in Dalmatia lectas et sibi observatas descripsit, digessit, rariorumque iconibus illustravit. F. Hofmeister, Leipzig 1842–1852.
- Plantae serbicae rariores aut novae. Venedig 1862, 1864 und 1870. - mit Josif Pančić (1814–1888)
- Di due nuovi Generi di Piante Fossili. Nota. 1869
- Florae Dalmaticae supplementum alterum adjectis plantis in Bosnia, Hercegovina et Montenegro Crescentibus. Venedig 1872, 1877 und 1882.